# Tewkesbury (borough)
Tewkesbury è un borough del Gloucestershire, Inghilterra, Regno Unito, con sede nella città omonima.
Il distretto fu creato con il Local Government Act 1972, il 1º aprile 1974 dalla fusione del municipal borough di Tewkesbury col Distretto rurale di Cheltenham e parte del Distretto rurale di Gloucester.

## Parrocchie civili
- Alderton
- Ashchurch
- Ashleworth
- Badgeworth
- Bishop's Cleeve
- Boddington
- Brockworth
- Buckland
- Chaceley
- Churchdown
- Deerhurst
- Down Hatherley
- Dumbleton
- Elmstone-Hardwicke
- Forthampton
- Gotherington
- Great Witcombe
- Gretton
- Hasfield
- Hawling
- Highnam
- Hucclecote
- Innsworth
- Leigh
- Longford
- Maisemore
- Minsterworth
- Norton
- Oxenton
- Prescott
- Sandhurst
- Shurdington
- Snowshill
- Southam
- Stanton
- Stanway
- Staverton
- Stoke Orchard
- Sudeley
- Teddington
- Tewkesbury
- Tirley
- Toddington
- Twigworth
- Twyning
- Uckington
- Walton Cardiff
- Winchcombe
- Woodmancote